# Миллуоллский кирпич

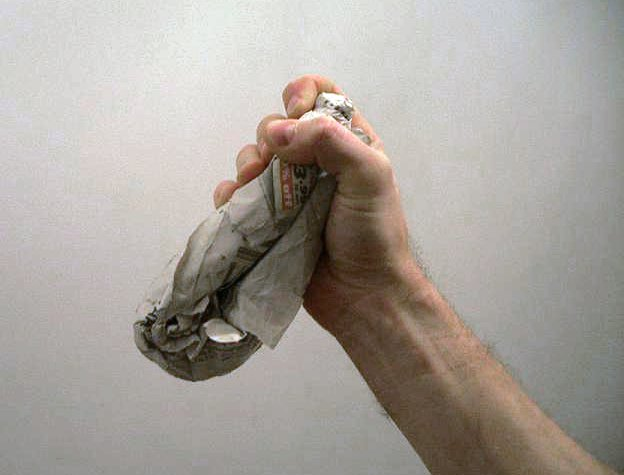
Миллуоллский кирпич

Ми́ллуоллский кирпи́ч (англ. Millwall brick) — импровизированное оружие футбольных хулиганов, изготовленное из скрученной газеты и зажимаемое в кулаке наподобие свинчатки. Оружие получило своё название от названия английского футбольного клуба «Миллуолл», болельщики которого использовали его в драках на протяжении 1960—1970-х гг. Популярность оружия была обусловлена простотой конструкции и лёгкостью, с которой его можно было пронести на стадион.

## История
В конце 1960-х гг. в ответ на выходки футбольных хулиганов на матчах в Англии полиция стала конфисковывать любые предметы, которые могли бы быть использованы болельщиками в качестве оружия. У них изымались стальные расчёски, ручки, бирдекели, упакованные в виде тубусов мятные леденцы, фонарики, шнурованные ботинки.
Однако футбольные фанаты могли беспрепятственно приносить с собой газеты. Футбольные хулиганы приспособили для драк газеты, сворачивая и заламывая их таким образом, что у них в руках оказывались своеобразные кастеты наподобие свинчатки.
Таблоиды и издания типа «Гардиан» или «Файнэншел таймс» отлично подходили для изготовления миллуоллского кирпича, и полиция с подозрением наблюдала, как обычные рабочие проносят такие газеты.
В книге «Дух 69-го: библия скинхеда» (англ. Spirit of '69: A Skinhead Bible) описывается использование миллуоллского кирпича футбольными хулиганами в конце 1960-х гг.:

Газеты скатывались и туго скручивались в форму, называемую Миллуоллский кирпич. Ещё одна хитрость заключалась в превращении «кирпича» в кастет — в газету вставлялись монеты. Вас вряд ли удалили бы со стадиона за то, что у вас немного мелочи в кармане и газета «Дэйли миррор» под мышкой.— Джордж Маршалл. Дух 69-го: библия скинхеда. — С. Т. Паблишинг, 1991.